# Пйотркувський статут
Пйотркувський статут або Петрковський статут 1496 року  — державний акт, виданий польським королем, Великим князем Литовським, паном та дідичем Русі Яном Ольбрахтом у місті Пйотркув-Трибунальський. 
Цей статут унормував Привілеї шляхетські, законодавчо оформив прикріплення селян до землі — правом виходу міг скористатися один власник наділу в селі, а з його сім'ї тільки один син. Міщанам заборонялося купувати землю у власність. Це позбавляло їх можливості переходу до шляхетського стану. Шляхта звільнялася від сплати мита за товари зарубіжного виробництва, одержувала право безмитної торгівлі, вільної навігації по Віслі і на Балтійському морі, право пропінації. Пйотркувський статут завдав економічного удару польським містам, які вже в XVI столітті почали занепадати. Дія статуту поширювалась на Галичину, та інші українські землі, що входили до Королівства Польського.